# Cisterna di Latina
Cisterna di Latina és un municipi italià, situat a la regió del Laci i a la província de Latina. L'any 2005 tenia 33.288 habitants.